# Velarifictorus shillongensis
Velarifictorus shillongensis is een rechtvleugelig insect uit de familie krekels (Gryllidae). De wetenschappelijke naam van deze soort is voor het eerst geldig gepubliceerd in 1993 door Vasanth.